# Imamiya-jinja
L'Imamiya-jinja (今宮神社) est un sanctuaire shinto situé dans l'arrondissement Kita-ku de Kyoto au Japon. Initialement établi pour les fidèles désirant prier pour se prémunir contre une épidémie, l'Imamiya-jinja évolue pour devenir un sanctuaire où les fidèles peuvent prier pour leur santé en général. Le complexe du sanctuaire est noyé dans une forêt de grands arbres au nord-ouest du Daitoku-ji et comprend de nombreux sanctuaires mineurs, en plus du sanctuaire principal, ou honden. Chaque deuxième dimanche du mois d'avril, un des trois plus importants festivals de Kyoto, le Yasurai matsuri, se déroule au sanctuaire. Le mot imamiya (今宮) signifie « nouvellement construit ».

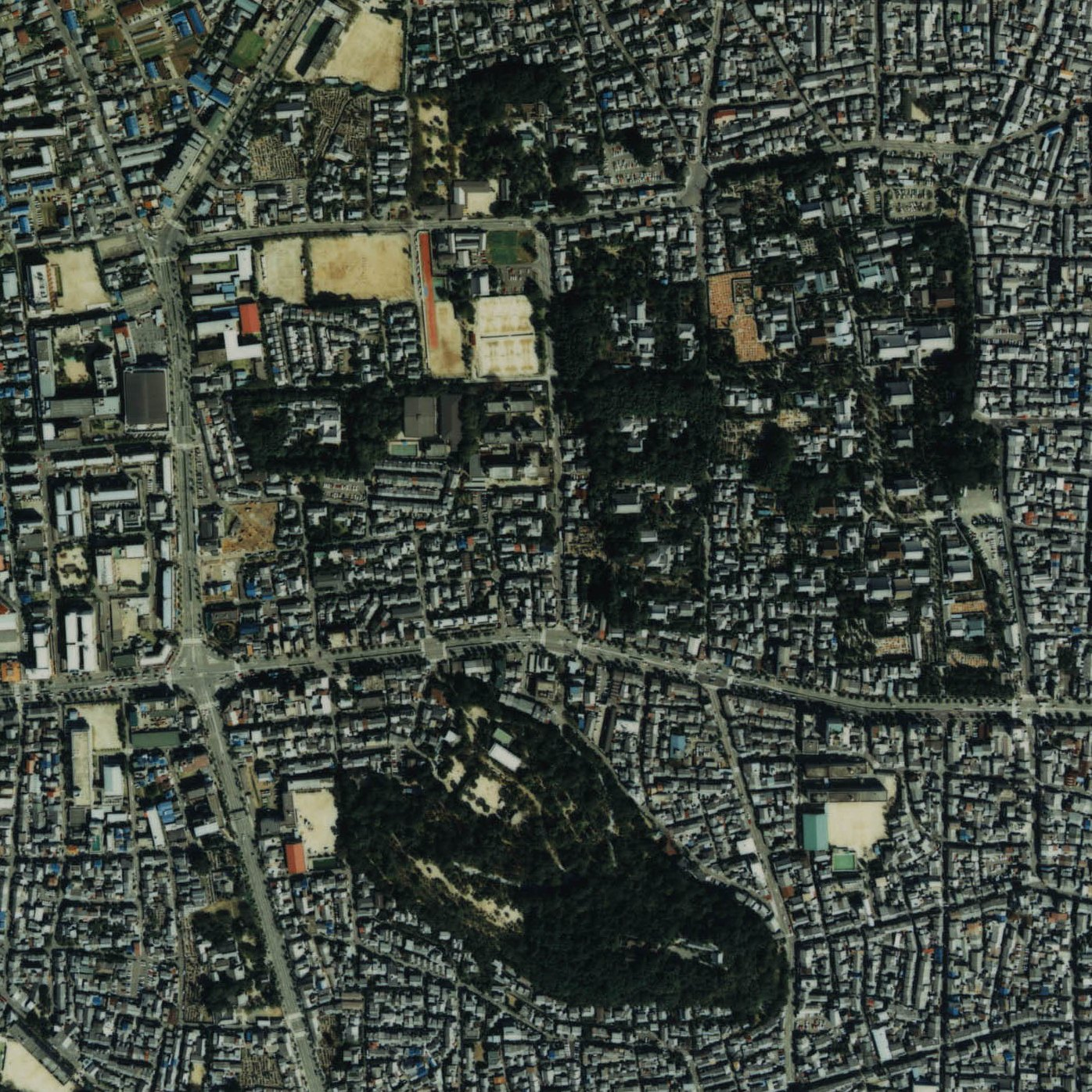
Vue aérienne du sanctuaire Imamiya (partie inférieure de la photographie) et du complexe templier Daitoku-ji.